# Barrage d'Atikhisar
Le barrage d'Atikhisar (en turc Atikhisar barajı) est un barrage en Turquie sur la rivière qui traverse la ville de Çanakkale et appelée aussi Sarıçay (rivière jaune ).

## Sources
- (en) www.dsi.gov.tr/tricold/atikhisa.htm Site de l'agence gouvernementale turque des travaux hydrauliques